# Frithjof Prydz
Frithjof Prydz (* 15. Juli 1943 in Oslo; † 8. Dezember 1992 ebenda) war ein norwegischer Skispringer und Tennisspieler.

## Werdegang

### Skispringen
Prydz begann bereits früh in seiner Heimatstadt Oslo beim Verein Ready IL mit dem Skispringen. 1968 gewann er hinter Bjørn Wirkola und Lars Grini die Bronzemedaille auf der Normalschanze bei den Norwegischen Meisterschaften im Skispringen. Prydz startete auf Grund anhaltender Erfolge bei nationalen Springen erstmals zur Vierschanzentournee 1969/70 bei einem internationalen Springen. Am 28. Dezember 1969 wurde er dabei in Oberstdorf 16. Prydz sprang bis 1976 jährlich bei der Tournee. Sein größter Erfolg war ein 7. Platz in Bischofshofen 1971. Bei der Norwegischen Meisterschaft 1971 gewann er Silber auf der Normalschanze in Rælingen und Bronze auf der Großschanze in Bærum. 1972 gewann er die Goldmedaille und wurde auf der Großschanze in Trondheim Norwegischer Meister. Es war seine einzige Goldmedaille bei nationalen Meisterschaften. Auf Grund dieses Erfolgs gehörte er zum Aufgebot für die Skiflug-Weltmeisterschaft 1972 in Planica, wo er den 17. Platz errang. Im Jahr darauf musste er sich bei den Norwegischen Meisterschaften mit Silber von der Normalschanze und Bronze von der Großschanze begnügen. Nachdem er auch 1975 wieder national mit der Silbermedaille von der Großschanze erfolgreich war und bei der Skiflug-Weltmeisterschaft 1975 den 4. Platz belegte, beendete er nach der Vierschanzentournee 1975/76 seine aktive Springerkarriere.

### Tennis
Frithjof Prydz gewann als Tennisspieler zwischen 1968 und 1985 insgesamt 21 nationale Meistertitel und spielte 15 Spiele im Davis Cup. Davon konnte er vier gewinnen. Prydz spielte neben dem Herren-Einzel und -Doppel auch im Mixed-Doppel u. a. mit Ellen Grindvold.
Für seine Leistungen im Skispringen und im Tennis bekam Frithjof Prydz 1971 den Egebergs Ærespris verliehen.